# Anthias
Anthias là một chi cá biển thuộc phân họ Anthiadinae nằm trong họ Cá mú. Hầu hết các loài trong chi này được tìm thấy tại các rạn san hô sâu ở vùng biển nhiệt đới và cận nhiệt đới thuộc Đại Tây Dương. Chúng thường sống ở độ sâu mà thợ lặn có thể lặn tới. Một loài duy nhất, A. noeli, lại được tìm thấy ở Đông Thái Bình Dương.
Các loài Anthias có màu đỏ, hồng, cam hoặc vàng, và chiều dài cơ thể lớn nhất được ghi nhận ở chúng là khoảng 29 cm. Chúng thường bơi thành từng nhóm và ăn các loài động vật phù du.

## Các loài
Trong quá khứ, chi này bao gồm nhiều loài hơn, nhưng hiện tại chúng đã được chuyển sang các chi khác, như Callanthias, Odontanthias và Pseudanthias. Chi Anthias hiện bao gồm các loài sau:
- Anthias anthias (Linnaeus, 1758)
- Anthias asperilinguis Günther, 1859
- Anthias cyprinoides (Katayama & Amaoka, 1986)
- Anthias helenensis Katayama & Amaoka, 1986
- Anthias menezesi Anderson & Heemstra, 1980[3]
- Anthias nicholsi Firth, 1933
- Anthias noeli Anderson & Baldwin, 2000
- Anthias salmopunctatus Lubbock & Edwards, 1981
- Anthias woodsi Anderson & Heemstra, 1980[3]